# Benoîte Groult

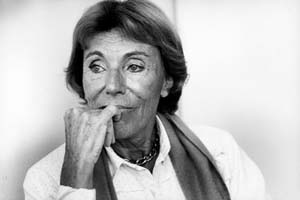
Benoîte Groult
(foto: Erling Mandelmann, 1983)

Benoîte Groult (Parijs, 31 januari 1920 – Hyeres, 20 juni 2016) was een Frans feministisch schrijfster.

## Biografie
Aan het begin van haar loopbaan gaf Benoîte Groult les aan Cours Bossuet. In 1944 kwam ze in dienst bij de omroepkrant en ze zou daar tot 1953 blijven. Eveneens in 1944 trad zij in het huwelijk met de medicijnenstudent Pierre Heuyer, die enkele maanden later aan tbc overleed. Twee jaar later huwde zij de journalist Georges de Caunes met wie ze twee dochters kreeg, Blandine en Lison. Dit huwelijk hield geen stand en in 1952 hertrouwde zij met de romanschrijver en journalist Paul Guimard van wie ze nog een dochter kreeg, Constance. 
Benoîte Groult werkte mee aan verschillende tijdschriften zoals "Elle" en "Parents". 
Vanaf haar jeugd had zij plezier in het schrijven. Maar pas op rijpere leeftijd maakte zij haar debuut. Eerst samen met haar zuster Flora: Journal à quatre mains (1963), Le Féminin pluriel (1965) en Il était deux fois (1967).
Haar leven en werk getuigen van de ingrijpende veranderingen in de verhoudingen tussen mannen en vrouwen die in 20e eeuw hebben plaatsgevonden. 
Het feminisme speelt een belangrijke rol in haar werk. 
In 1978 richtte Benoîte Groult samen met Claude Servan-Schreiber een feministisch maandblad op: "F Magazine", waarvoor zij de hoofdartikelen redigeerde. 
Tussen 1984 en 1986, nam zij het voorzitterschap op zich van de commissie die verantwoordelijk is voor de feminisering van de namen van beroepen en functies e.d. Deze commissie was ingesteld door Yvette Roudy, toenmalig minister van de rechten van de vrouw. In deze commissie werkten grammatici, taalkundigen en schrijvers.
Sinds 1982 was Benoîte Groult lid van de jury Femina. In 1997 heeft zij in de jury van het Filmfestival Cannes gezeten. Benoîte Groult heeft de onderscheiding van officier de la Légion d’honneur (Officier van het Legioen van Eer) gekregen.